# إريك فيرا
إريك فيرا (بالإسبانية: Erik Vera Franco)‏ هو لاعب كرة قدم مكسيكي في مركز الوسط، ولد في 24 مارس 1992 في مدينة مكسيكو في المكسيك. لعب مع نادي أونيفرسيداد ناسيونال.

## وصلات خارجية
- إريك فيرا على موقع إي إس بي إن إف سي (الإنجليزية)
- إريك فيرا على موقع قاعدة بيانات كرة القدم.إي يو (الإنجليزية)
- إريك فيرا على موقع Soccerway.com (الإنجليزية)
- إريك فيرا على موقع AS.com (الإسبانية)